# Station Brugge-Dok
Station Brugge-Dok of Brugge-Bassin is een voormalig spoorwegstation (eigenlijk: halteplaats) langs spoorlijn 51 (Brugge - Blankenberge) in Brugge. Het was gelegen aan de Komvest nabij de Warandebrug, op het eerste tracé van lijn 51. De lijn werd in gebruik genomen op 25 juli 1863, maar de halteplaats Brugge-Dok bestond al sinds de opening van het raccordement vanaf het voormalige station aan het Zand. In 1900 werd het nieuwe tracé van de lijn 51 via de Krakelebrug in gebruik genomen en een nieuw station Brugge-Noord geopend op 157 meter van de halteplaats Brugge-Dok. Deze is vanaf dat moment alleen in gebruik voor goederen.
Assebroek ·
Brugge ·
Brugge-Dijk ·
Brugge-Dok ·
Brugge-Noord ·
Brugge-Sint-Pieters ·
Brugge-Vorming ·
Brugge-Zeehaven ·
Dudzele ·
Dudzele-Kanaal ·
Lissewege ·
Sint-Michiels ·
Steenbrugge ·
Zeebrugge-Vorming ·
Zeebrugge-Dorp ·
Zeebrugge-Strand ·
Zwankendamme